# عرب العراق
عرب العراق هم أكبر قومية ومكون في دولة جمهورية العراق ذات الغالبية السكانية العربية حيث يشكّل العرب غالبية سكان العراق، وتبلغ نسبتهم زهاء 75%-80% من السكان.

## انظر ايضاً
- سكان العراق
- عرب
- الوطن العربي
- المشرق العربي
- قائمة قبائل العراق
- العراق